# Herman Hajnrih Gosen
Herman Hajnrih Gosen (7. septembar 1810 – 13. februar 1858) bio je pruski ekonomista, za koga se obično smatra da je prvi razradio opštu teoriju granične korisnosti.
Pre Gosena, jedan broj ekonomskih teoretičara, uključujući Gabrijela Kramera, Danijela Bernulija, Vilijama Forstera Lojda, Nasau Vilijama Seniora i Žila Dipua koristili su ili određivali značaj nekog vida granične korisnosti. Kramer, Bernuli i Dupuit su se usredsredili na specifične probleme, Lojd nije predstavio nijednu primenu teorije, i mada je Senior pružio detaljnu razradu opšte teorije koju je razvio, on je to učinio na jeziku koji je doveo do toda da su njegove primene teorije ostale nedostupne većini čitalaca.

## Životi i rad
Gosen je studirao u Bonu, zatim je radio u pruskoj administraciji do penzionisanja 1847. godine, nakon čega je prodavao osiburanje do kraja svog života.
Pre Gosena, brojni teoretičari, uključujući Gabrijela Kramera, Danijela Bernulija, Vilijama Forstera Loida, Nasau Vilijama, i Žila Dupua su primenjivali ili napominjali značaj nekog vida pojma marginalne korisnosti. Međutim, Kramer, Bernuli i Dupui su bili usredsređeni na specifične probleme, Lojd nije predstavio nijednu aplikaciju, dok je Nasau zapravo koristio taj pojam u razvoju opštije teorije, mada je to činio na način koji je imao za posledicu da nije bila uočljiva većini čitaoca.

Gosenova knjiga s naslovom Die Entwickelung der Gesetze des menschlichen Verkehrs, und der daraus fließenden Regeln für menschliches Handeln (Razvoj zakona ljudskih odnosa i konsekventna pravila ljudskog delovanja), objavljena u Braunšvajgu 1854, vrlo je eksplicitno razvila opšte teorijske implikacije iz teorija marginalne korisnosti, do te mere da je Vilijam Stanli Dževons (jedan od preceptora marginalne revolucije) kasnije napomenu da 
Očigledno je da me je Gosen potpuno predvideo u pogledu opštih principa i metoda teorije ekonomije. Koliko mogu da shvatim, njegovo tretiranje fundamentalne teorije je još opštije i temeljnije od onog što sam uspeo da zamislim.
Međutim, delo Die Entwickelung je bilo loše primljeno, jer je ekonomskom mišlju u Nemačkoj tada dominirala Istorijska škola, i zbog toga što je Gosen pisao u gustom, teškom matematičkim stilom, koji je u to vreme bio prilično nepopularan. Iako je sam Gosen izjavio da je njegov rad po svom značaju uporediv sa Kopernikovim inovacijama, malo ko drugi se slagao; većina primeraka knjige je uništena, i danas postoji samo nekoliko originalnih primeraka.

Početkom 1870-ih, Vilijam Stanli Dževons, Karl Menger i Leon Valras, pojedinačno su ponovo uveli teoriju marginalne korisnosti. Tokom diskusija o tome ko je od ove trojice bio prvi da formuliše teoriju, Dževonsov kolega je otkrio primerak Die Entwicklung. Međutim, ovo otkriće (iz 1878) usledilo je nekoliko godina nakon što su tri glavna autora Marginalne revolucije objavila svoje knjige, a značajne razlike sa originalnim Gosenovim prilozima su zanemarene. Vek kasnije (1983) Gosenova knjiga je prevedena je na engleski jezik. U svom uvodu u knjigu, Nikolas Džordžesku Rodžen, istaknuti američki ekonomista (ugledni saradnik Američkog udruženja ekonomskih stručnjaka), snažno je podržao Gosenovu viziju, koja stoji u suprotnosti s neoklasičnom ortodoksijom u tome da se korisnost (zadovoljstvo) pravilno povezuje sa potrošnim materijalom u osnovi (korisnosti) teorije, a ne potrošačkom aktivnosti:
S obzirom da je jedina izvesna činjenica intenzitet zadovoljstva koji se oseti u trenu, jedini epistemološki zdrav pristup je da se intenzitet uzima kao primarni koncept. ([1854] 1983, lxxxi [pogledajte paragraf „Literatura” ispod.])
Džordžesku Rodžen je isto tako proširio Gosenovu behavioralnu formulaciju putem uvođenja zadavoljstva pored proizvodnih i potrošačkih aktivnosti.
Gosen je bio među prvim ekonomistima koji su tvrdili da je centralno planirana ekonomija neizvodljiva:
Original: 
Prevod: „… samo putem uspostavljanja privatne svojine može se naći mera za određivanje količine svake robe koju bi bilo najbolje proizvesti pod datim uslovima. Stoga bi centralna vlast [koju] su komunisti predložili za raspodelu različitih zadataka i njihovih nagrada, vrlo brzo otkrila da je preuzela zadatak čiji rešenje daleko prevazilazi sposobnosti pojedinačnih ljudi.”

## Literatura
- Gossen, Hermann Heinrich; Die Entwickelung der Gesetze des menschlichen Verkehrs, und der daraus fließenden Regeln für menschliches Handeln (1854).  Translated into English as The Laws of Human Relations and the Rules of Human Action Derived Therefrom (1983) MIT Press,  0-262-07090-1. Reproduced by Google books in German.
- Klaus Hagendorf: A Critique of Gossen's Fundamental Theorem of the Theory of Pleasure

## Spoljašnje veze
- Herman Hajnrih Gosen на сајту Internet Archive (језик: енглески)